# 国民議会 (ラオス)
国民議会（こくみん ぎかい、ラーオ語: ສະພາແຫ່ງຊາດ, Sapha Heng Xat）は、ラオス人民民主共和国の立法府である。

## 議会構成
一院制で、1991年の憲法制定に伴い最高人民会議に代わって設置。
- 任期：5年
- 定数：149
- 選挙制度：単記非移譲式投票。17選挙区（各選挙区3 - 14人を選出）

## 院内勢力
| 政党 | 政党             | 獲得議席 |
| ---- | ---------------- | -------- |
|      | ラオス人民革命党 | 158      |
|      | 無所属           | 6        |
| 総計 | 総計             | 164      |